# Alcis ziczac
Alcis ziczac là một loài bướm đêm trong họ Geometridae.